# Interessengemeinschaft der Städte mit Theatergastspielen
Die Interessengemeinschaft der Städte mit Theatergastspielen e. V. (INTHEGA) ist der Fachverband der Gastspielbranche, der mehr als 400 Kommunen im deutschsprachigen Raum vertritt. Mitglieder sind Städte, Gemeinden, Vereine und weitere Institutionen, die für ein kommunales Kulturprogramm verantwortlich sind und hierzu auf die Angebote von Gastspielproduzenten und -anbietern zurückgreifen. Die Geschäftsstelle der Interessengemeinschaft hat ihren Sitz in Ludwigsburg.

## Gründung, Ziele und Kooperationen
Der Verein wurde 1980 mit dem Ziel gegründet, regionale Kulturarbeit abseits der Metropolen in den Mittelpunkt zu rücken. Hier liegt ein Augenmerk besonders auf kleinen und mittelgroßen Städten und Gemeinden im deutschsprachigen Raum (Deutschland, Österreich, Schweiz), die kein eigenes Theaterensemble haben. Diese Mitglieder sind meist Träger und Ausrichter öffentlicher Kultureinrichtungen, beispielsweise Kulturzentren oder Kulturämter. Der Verband kooperiert mit privaten Tourneetheatern, Produzenten, Agenturen und Landesbühnen, welche maßgeblich als Anbieter für Theater- und Gastspielstücke gelten. Die INTHEGA ist Mitglied im Deutschen Bühnenverein, der Interessengemeinschaft Veranstaltungswirtschaft, der Deutschen Theatertechnischen Gesellschaft und darüber hinaus mit einem Sitz im Deutschen Städtetag vertreten.
Im Mittelpunkt der Arbeit steht ein vielfältiges Service-Angebot für die Mitglieder, angepasst an die jeweils individuellen Anforderungen ihres Kulturbetriebs. Auch den Anbietern und Produzenten von Gastspielangeboten steht die Interessengemeinschaft als Ansprechpartner zur Verfügung.
Die Interessengemeinschaft ist Kooperationspartnerin des Bundes. Mit dem Programm „Neustart Kultur – Theater in Bewegung“ werden mehr als 300 Gastspielhäusern insgesamt 32 Millionen Euro Fördergelder zur Wiederaufnahme des Theaterbetriebs zur Verfügung gestellt. Das Projekt „Tanzland“ der Kulturstiftung des Bundes soll den Mitgliedern Kooperationen mit zeitgenössischen Tanzensembles ermöglichen.

## Organisation
Die Leitung besteht aus einem fünfköpfigen Präsidium mit Präsidentin Dorothee Starke (Bremerhaven) sowie 10 Landes- bzw. Ländergruppen, deren gewählte Vorsitzende gemeinsam den erweiterten Vorstand bilden. Dazu gibt es einen Geschäftsführer und einen Leiter der Geschäftsstelle.

## Veranstaltungen
Seit 2022 findet der INTHEGA-Kongress statt, welcher in einer dreitägigen Veranstaltung den Theatermarkt und die Fachtagung miteinander verbindet. Der Theatermarkt ist eine Messe der Gastspielbranche mit rund 180 Anbietern aus den Bereichen Schauspiel, Musiktheater, Crossover, Kinder-/Jugendtheater, Kleinkunst, Kabarett, Tanz, Shows und Konzerte. Dazu kommen Aussteller aus den Bereichen Ticketing, Veranstaltungssoftware, Fortbildung sowie Bühnen- und Veranstaltungstechnik. Die Fachtagung greift durch Vorträge, Diskussionen und Workshops aktuelle Themen aus dem Bereich der Gastspielbranche auf.
Zudem werden bei dieser Veranstaltung die INTHEGA-Preise verliehen. Diese zeichnen nach Ablauf einer Spielzeit als Abstimmungsergebnis der Mitglieder in Form einer begründenden Urkunde drei Produktionen aus. Der Vorstand kann für besondere Einzelleistungen einen Sonderpreis vergeben. Seit 2009 vergibt er diesen zusätzlich für Kinder- und Jugendtheater.

## Publikationen
Der Verein veröffentlicht mehrere Publikationen:
- Jährlich zum INTHEGA-Kongress erscheint das Spielplan-Journal mit Gastspielangeboten der Tourneetheater, Gastspieldirektionen und Agenturen.
- Im Kultur-Journal (viermal jährlich) werden Neuigkeiten, aktuelle Themen, Rückblicke auf die Tagungen, Interviews und sonstige wichtige Informationen veröffentlicht.
- INTHEGA-Jahrbuch,[4] Standardwerk der Gastspieltheater, letzte analoge Ausgabe 2013/2014, abgelöst durch die INTHEGA-Datenbank